# Shetland (circonscription du Parlement écossais)
Pour les articles homonymes, voir Shetland (homonymie).
Circonscription parlementaire du Parlement écossais
La circonscription de Shetland est une circonscription électorale écossaise crée en 1999.

## Liste des députés
| Élection | Député           | Parti | Parti               |
| -------- | ---------------- | ----- | ------------------- |
| 1999     | Tavish Scott     |       | Libéraux-démocrates |
| 2003     | Tavish Scott     |       | Libéraux-démocrates |
| 2007     | Tavish Scott     |       | Libéraux-démocrates |
| 2011     | Tavish Scott     |       | Libéraux-démocrates |
| 2016     | Tavish Scott     |       | Libéraux-démocrates |
| 2019     | Beatrice Wishart |       | Libéraux-démocrates |

## Résultats des deux candidats arrivés en tête
| Élection | Candidat arrivé 1er | Parti  | Parti               | Score       | Candidat arrivé 2e | Parti       | Parti        | Score  |
| -------- | ------------------- | ------ | ------------------- | ----------- | ------------------ | ----------- | ------------ | ------ |
| 1999     | Tavish Scott        |        | Libéraux-démocrates | 54,5 %      | Jonathan Wills     |             | Travailliste | 22,5 % |
| 2003     | Tavish Scott        | 46,1 % | Libéraux-démocrates | Willie Ross |                    | SNP         | 20,0 %       |        |
| 2007     | Tavish Scott        | 66,7 % | Libéraux-démocrates | Val Simpson | 16,6 %             | SNP         |              |        |
| 2011     | Tavish Scott        | 47,5 % | Libéraux-démocrates | Billy Fox   |                    | Indépendant | 30,3 %       |        |
| 2016     | Tavish Scott        | 67,4 % | Libéraux-démocrates | Danus Skene |                    | SNP         | 23,1 %       |        |
| 2019     | Beatrice Wishart    | 47,9 % | Libéraux-démocrates | Tom Wills   | 32,3 %             | SNP         |              |        |